# Sandro Hiroshi
Sandro Hiroshi, właśc. Sandro Hiroshi Parreão Oi (ur. 19 listopada 1979 w Araguainie) – brazylijski piłkarz występujący na pozycji napastnika. Jest wychowankiem Tocantinópolis.